# Le Breucq
Cet article possède un paronyme, voir Breucq.
Ne doit pas être confondu avec Flers-Breucq.
Le Breucq ou Breucq est un hameau de la Province de Flandre-Orientale, en Belgique qui fait partie de la commune de Renaix. 

## Histoire
Avant la fixation de la frontière linguistique Le Breucq faisait partie d'Ellezelles mais celui-ci fut rattaché à Renaix pour ne pas devoir transformer la commune d'Ellezelles en une commune à facilité.